# Penaeidae
Penaeidae Rafinesque, 1815 è una famiglia di crostacei decapodi.
A questa famiglia appartengono numerose specie ma generalmente ci si riferisce a loro con il nome di gamberi o mazzancolle.
È uno dei prodotti ittici più importanti economicamente e sono stati oggetto di una pesca intensiva in tutto il globo. Negli ultimi anni sono sviluppati molti allevamenti in Asia ed America del sud.

## Tassonomia
Vi sono 32 generi riconosciuti come appartenenti alla famiglia dei Penaeidae:
- Alcockpenaeopsis Sakai & Shinomiya, 2011
- Arafurapenaeopsis Sakai & Shinomiya, 2011
- Artemesia Spence Bate, 1888
- Atypopenaeus Alcock, 1905
- Batepenaeopsis Sakai & Shinomiya, 2011
- Funchalia Johnson, 1868
- Ganjampenaeopsis Sakai & Shinomiya, 2011
- Heteropenaeus de Man, 1896
- Holthuispenaeopsis Sakai & Shinomiya, 2011
- Kishinouyepenaeopsis Sakai & Shinomiya, 2011
- Macropetasma Stebbing, 1914b
- Megokris Pérez Farfante & Kensley, 1997
- Metapenaeopsis Bouvier, 1905b
- Metapenaeus Wood-Mason in Wood-Mason & Alcock, 1891a
- Metapeneus
- Mierspenaeopsis Sakai & Shinomiya, 2011
- Parapenaeopsis Alcock, 1901
- Parapenaeus Smith, 1885b
- Pelagopenaeus Pérez Farfante & Kensley, 1997
- Penaeopsis Spence Bate, 1881
- Penaeus Fabricius, 1798
- Peneopsis
- Peneus
- Protrachypene Burkenroad, 1934a
- Rimapenaeus Pérez Farfante & Kensley, 1997
- Sycionia
- Tanypenaeus Pérez Farfante, 1972
- Trachypenaeopsis Burkenroad, 1934a
- Trachypenaeus Alcock, 1901
- Trachypeneus
- Trachysalambria Burkenroad, 1934a
- Xiphopenaeus Smith, 1869

Vi sono inoltre numerose forme estinte, conosciute almeno dal Triassico, tra cui Antrimpos, Dusa, Pseudodusa, Bylgia, Longichela, Koelga, Ifasya e Drobna. A questa famiglia sono inoltre attribuiti a volte Aeger e Acanthochirana.